# 1001

## أحداث
- ستيفن وهنغاريا يصبح أول ملك لالمجر على يد البابا سيلفيستر الثاني.
- كانونيساشن ادوارد الشهيد يصبح ملك انكلترا.

## مواليد
- صمويل الفاسي
- عبد الرحمن المستظهر بالله
- عبد الله القائم بأمر الله
- نقفور الثالث بوتانياتيس

## وفيات
- أبو القاسم المعدل - محدث بغدادي.
- زيري بن عطية - زعيم قبيلة مغراوة ومؤسس مدينة وجدة،